# Cotorreta de barbeta taronja
La cotorreta de barbeta taronja (Brotogeris jugularis) és una espècie d'ocell de la família dels psitàcids que habita en boscos i matolls des del sud-oest de Mèxic cap al sud, per Amèrica Central fins al nord de Colòmbia i oest de Veneçuela.